# Narutomaki

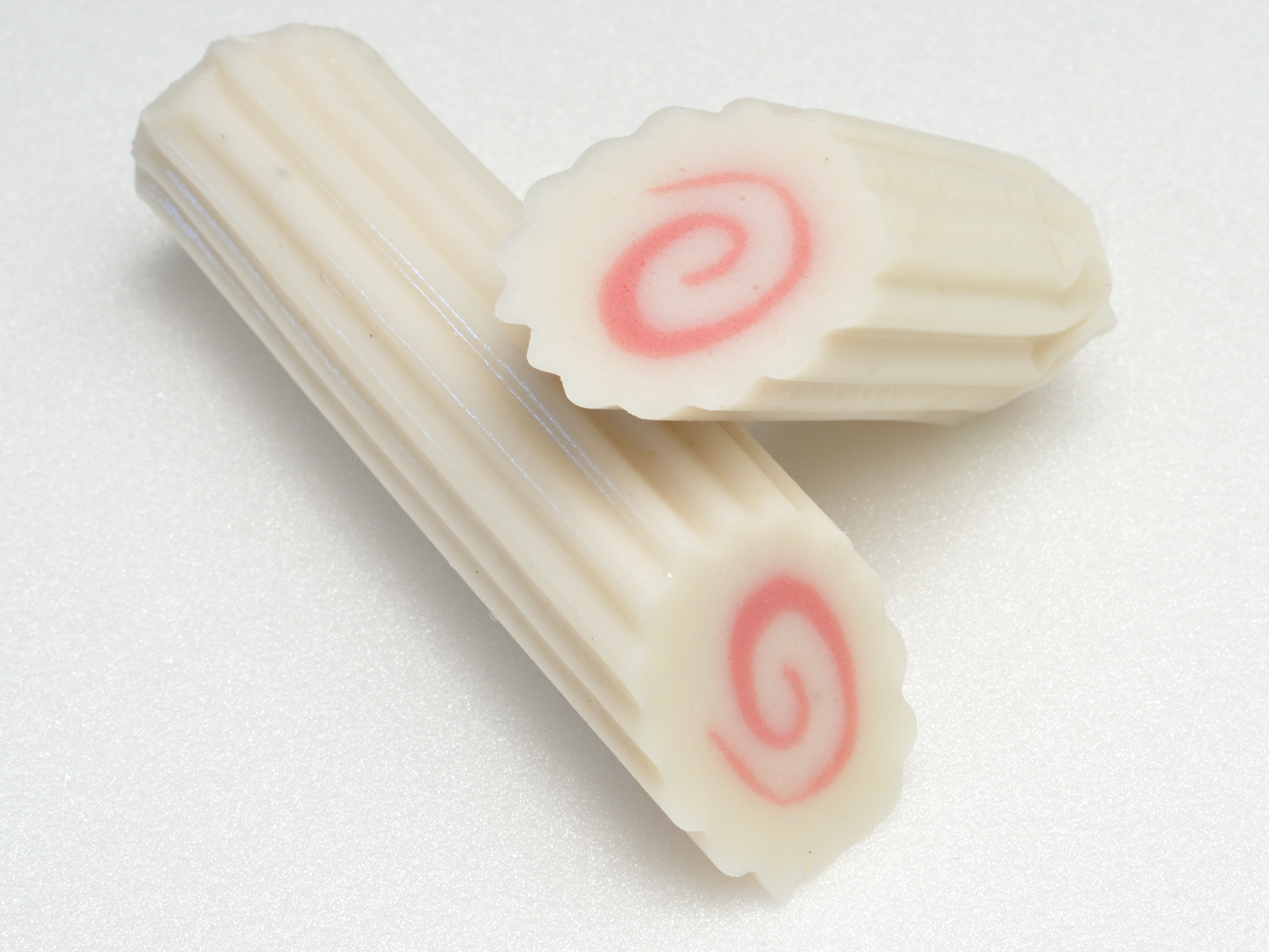
Narutomaki

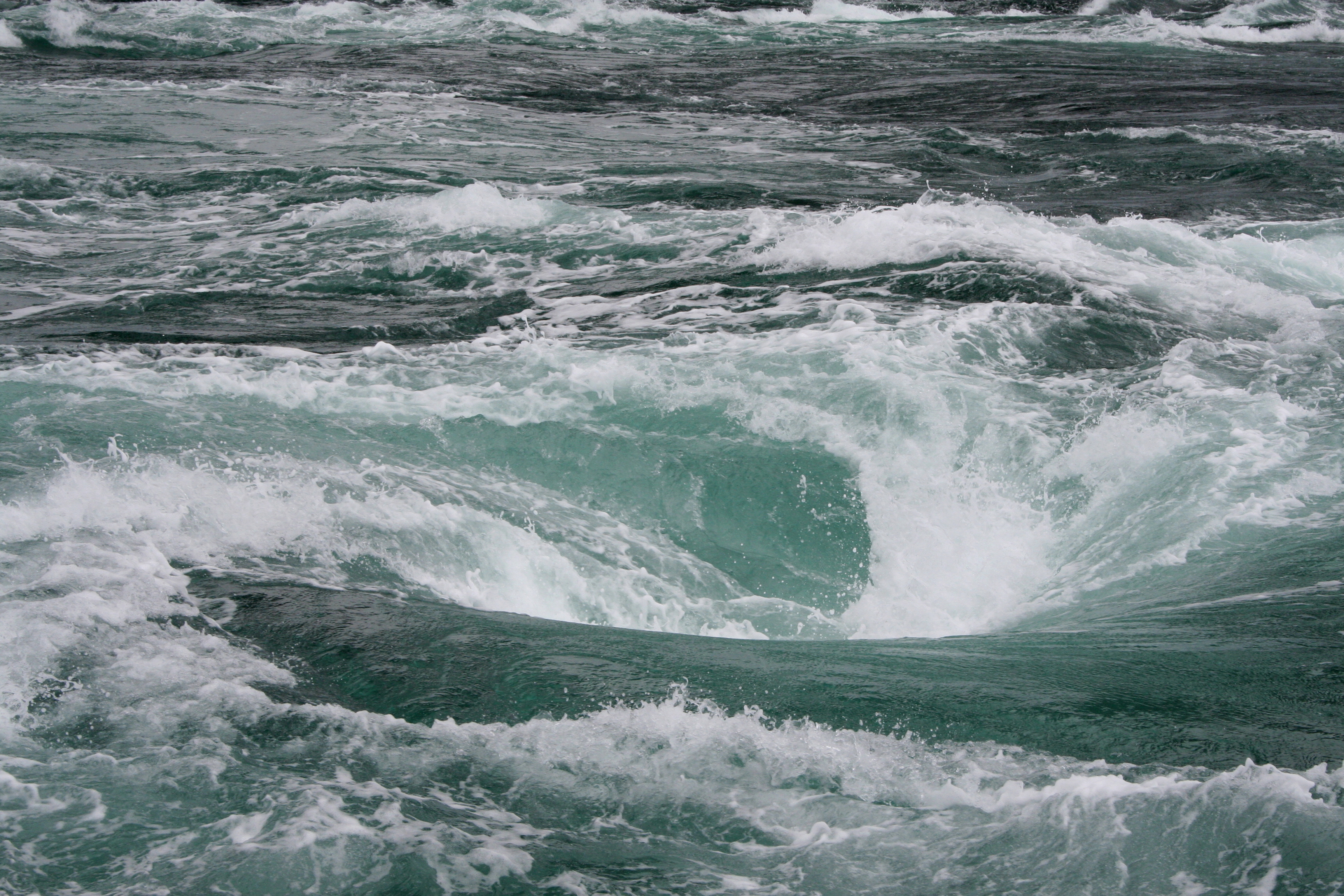
Il vortice di Naruto (naruto no uzushio)

Il narutomaki (鳴門巻き/なると巻き?) o naruto (ナルト/なると?) è una tipologia di kamaboko, cioè surimi di pesce curato, prodotta in Giappone.
Le fette di naruto sono contraddistinte dalla tipica forma di nuvola e dal motivo a spirale rosa o rosso che intende ricordare il vortice di Naruto nell'omonimo stretto situato tra l'Isola Awaji e lo Shikoku. In Giappone il termine naruto è inoltre utilizzato in gergo per riferirsi al simbolo "@".

## Produzione
La città di Yaizu, nella prefettura di Shizuoka, è nota per la produzione di naruto.

## Utilizzo
Il naruto è un condimento comune nei noodles giapponesi, come ad esempio il ramen. In alcune regioni del Giappone viene utilizzato anche come ingrediente in oden e nimono.